# Tabun
Tabun (Natova oznaka GA) je zelo strupena kemična snov. Je bistra, brezbarvna tekočina brez okusa z rahlim sadnim vonjem. Opredeljena je kot živčni agent, saj usodno ovira normalno delovanje živčnega sistema pri sesalcih. Kot kemično orožje je v skladu z resolucijo ZN 687 Združenih narodov razvrščena kot orožje za množično uničevanje. Njena proizvodnja je strogo nadzorovana in skladiščenje je prepovedano s Konvencijo o kemičnem orožju iz leta 1993. Tabun je prva izmed tako imenovanih G-series živčnih agentov skupaj z GB (sarin), Gd (Soman) in GF (cyclosarin).
Čeprav je jasno da je tabun, rjavi rabun manj čist. To je hlapna kemikalija, vendar manj sarin ali Soman.
Tabun se lahko uniči z beljenje prahu, čeprav se proizvaja strupen plin cianogen klorid. 

## Sinteza
Tabun je bil vložen v industrijskem merilu Nemčije v drugi svetovni vojni, ki temelji na postopku dTabuna in je prvo živčno sredstvo ki se sintetizira. Nastal je po naključju dr. Gerhard Schrader leta 1937. ki je bil zaposlen v podjetju IG Farben, delal je na odkritju organskih fosfatov insekticidov. V kemični tovarni agenta Dyhernfurth Odri, z razvojnim imenom "Hochwerk" je bilo proizvedeno vsaj 12.000 ton te snovi med letoma 1942 in 1945. Postopek izdelave je sestavljen iz dveh korakov, pri čemer je prva reakcija plinastega dimetilamina (1) s prebitkom fosforilklorida (2), pri tem pa dobimo dimethylamidophosphoric diklorid (3, codenamed "PRODUKT 39" ali "R 4") in dimetilamonijev klorid (4). Tako dobljen Dimethylamidophosphoric diklorid se očisti z vakumsko destilacijo in nato prenese na glavni Tabun proizvodne linije. Tukaj reagira s presežkom natrijevega cianida (5), dispergirane v suhem klorobenzenu, da dobimo vmesni dimethylamidophosphoric dicyanide (ni prikazano na shemi) in natrijev klorid (8), nato se doda absolutni etanol (6), ki reagira z dimethylamidophosphoric dicyanide da dobimo tabun (7) in vodikov cianid (9). Po reakciji se zmes pomeša (ki je sestavljena iz okoli 75% klorbenzena in 25% tabuna skupaj netopne soli in vodikov cianid) filtriramo, da odstranimo netopne soli in vakumsko destiliramo, da odstranimo vodikov cianid in dodamo klorobenzen, nato dobimo tehnični izdelek , sestavljen bodisi iz 95% tabun in 5% klorobenzenu (tabun A) ali kasneje v vojni, 80% tabun z 20% klorobenzenu (tabun B).

## Učinki prevelike izpostavljenosti
Simptomi izpostavljenosti vključujejo: živčnost / nemir, mioza (krčenje učenca), rinoreja (izcedek iz nosu), prekomerno slinjenje, dispneja (težave pri dihanju zaradi bronhokonstrikcije / izločki), znojenje, bradikardija (počasen srčni utrip), izguba zavesti, krče, mlahavost, izgubo nadzora nad mehurjem in črevesja, apnea (dihanje ustavi) in pljučnih mehurje. Natančne simptomi od prevelikega odmerka so podobni tistim, ki jih je ti. živčni agent ustvaril. Tabun je strupen tudi v zelo majhnih odmerkih. Število in resnost simptomov, ki se pojavljajose spreminjanjem glede na količino agenta absorbira in je odvisna od hitrosti vstopa v telo. Zelo majhni kožni odmerki včasih povzročijo lokalno potenje in tremor skupaj z značilno zažene učence z nekaj drugih učinkov. Tabun je približno polovico strupeno sarin z inhalacijo, vendar v zelo nizkih koncentracijah je bolj dražljiv za oči kot sarin. Tudi tabun se razgrajuje počasi, ki lahko po ponovljeni izpostavljenosti povzroči kopičenje v telesu.
Učinki tabun se pojavi počasi, tabun se absorbira skozi kožo in ne inhalira. Žrtev lahko hitro absorbira več od malega smrtnega odmerka, čeprav se smrt lahko odloži za eno do dve uri.Iz oblačila osebe se lahko sprostijo strupene kemikalije do 30 minutah po izpostavljenosti.Vdihnjeni letalni odmerki lahko ubijejo od ene do deset minut in tekočina ki absorbira skozi oči ubije skoraj hitreje. Vendar pa se lahko ljudje, ki so bili blagi do zmerni izpostavljenosti tabun popolnoma okrevala, če obravnavajo skoraj takoj po izpostavitvi.LCt50 za tabun je približno 400 mg-min/m3
Zdravljenje zaradi suma zastrupitve tabun pogosto potrebuje tri injekcije živčnega agenta protistrup, isto kot sta atropiPralidoxime klorid (2-PAM Cl) deluje tudi kot protistrup;. Vendar pa ga je potrebno dajati od nekaj minutah do nekaj urah po izpostavljenosti da bo učinkovita.

## Zgodovina
Tabun je prvi živčno sredstvo, da so odkrili po naključju v januar 1936nemška raziskovalca Gerhard Schraderjeve. Schrader je preizkušanjem razredom spojin, imenovanih organofosfati, ki ubije žuželke, im prekine svoj živčni sistem, da se ustvari bolj učinkovit insekticid za IG Farben, nemški kemični in farmacevtski industriji konglomerat, na Elberfield. Namesto novega insekticid, je odkril, tabun, kemično zelo strupeno spojino za ljudi, kot tudi žuželke.
Med drugo svetovno vojno, kot del Grün 3 programa, se je obrat za proizvodnjo tabun s sedežem na Dyhernfurth(zdaj Brzeg Dolny, Poljska), leta 1939. Vodijo Anorgana, GmbH, rastlina je začela proizvodnjo snovi leta 1942. Razlog za zamudo so skrajni ukrepi, ki jih rastline uporabljajo. Vmesni proizvodi tabun so korozivne, in jih je potrebno prevleči po kvarcnem in srebrnem traku plovila. Tabun sam je bil zelo strupen, in so bili izvedeni končni varnostni učinki z dvojnimi steklenimi stenami. Obsežna proizvodnja  povzročitelja privedlo do težav pri razgradnji tabun v daljšem časovnem obdobju, in samo okoli 12.500 ton materiala so bili proizvedeni preden so rastline zasegli sovjetske vojske. Obrat je na začetku proizvede školjke in zračne bombe z uporabo 95:5 mešanico tabun in klorobenzena, imenovan "Varianta", in v drugi polovici vojne prešli na "varianta B," je 80:20 mešanico tabun in klorobenzena zasnovan za lažjo razpršitev.Sovjeti so razstavli  obrat in ga poslali v Rusijo. [Uredi]
ZDA so nekoč imeli proizvodni program tabun,, ki se je končala pred nekaj desetletji. Tako kot druge vlade zaveznic, Sovjeti so kmalu opustili GA za GB in GD. Velike količine nemško predelani sredstva so odvrgli v morje da nevtralizirajo vsebino.
Ker GA je veliko lažje pripraviti kot druge G-series orožjem in proces je relativno splošno znano, da države razvijejo sposobnost živčnih agentov, ampak pomanjkanje naprednih industrijskih objektih se pogosto začnejo s proizvodnjo GA.
Med vojno Iran-Irak,Irak zaposlen količine kemičnega orožja proti iranskih kopenskih sil. Čeprav so bili najpogosteje uporabljeni agenti iperit in sarin, so bili uporabljeni tudi tabun in cyclosarin.